# Carterica cincticornis
Carterica cincticornis är en skalbaggsart som beskrevs av Bates 1865. Carterica cincticornis ingår i släktet Carterica och familjen långhorningar. Inga underarter finns listade.